# HD 93250
HD 93250 är en dubbelstjärna belägen i den mellersta delen av stjärnbilden Kölen. Den har en kombinerad skenbar magnitud av ca 7,41 och kräver åtminstone en stark handkikare för att kunna observeras. Baserat på parallaxmätning inom Hipparcosuppdraget på ca 0,53 mas, beräknas den befinna sig på ett avstånd på ca >10 000 ljusår (ca 2 350 parsek) från solen. Den rör sig bort från solen med en heliocentrisk radialhastighet på ca 12 km/s. HD 93250 är en av de ljusaste stjärnorna i regionen för Carina-nebulosan. Den ligger bara 7,5 bågminuter från den välkända Eta Carinae och anses ingå i den öppna stjärnhopen Trumpler 16, även om det verkar ligga närmare den mer slutna Trumpler 14.

## Egenskaper
Primärstjärnan HD 93250 A är en blå underjättestjärna av spektralklass O4 IV (fc) Den har en massa som är ca 84 solmassor, en radie som är ca 16 solradier och har ca 1 000 000 gånger solens utstrålning av energi från dess fotosfär vid en effektiv temperatur av ca 46 000 K.
Även om HD 93250 är känd som en dubbelstjärna har individuella spektra av de två komponenterna aldrig observerats, även om de anses vara mycket lika. Den spektrala typen av HD 93250 har angivits olika som O5, O6/7, O4, och O3. Den har ibland klassificerats som en stjärna i huvudserien och ibland som en jättestjärna. The Galactic O-Star Spectroscopic Survey har använt den som standardstjärna för den nyligen skapade O4-spektraltypen för jättestjärnor.

### Stjärnsystemet

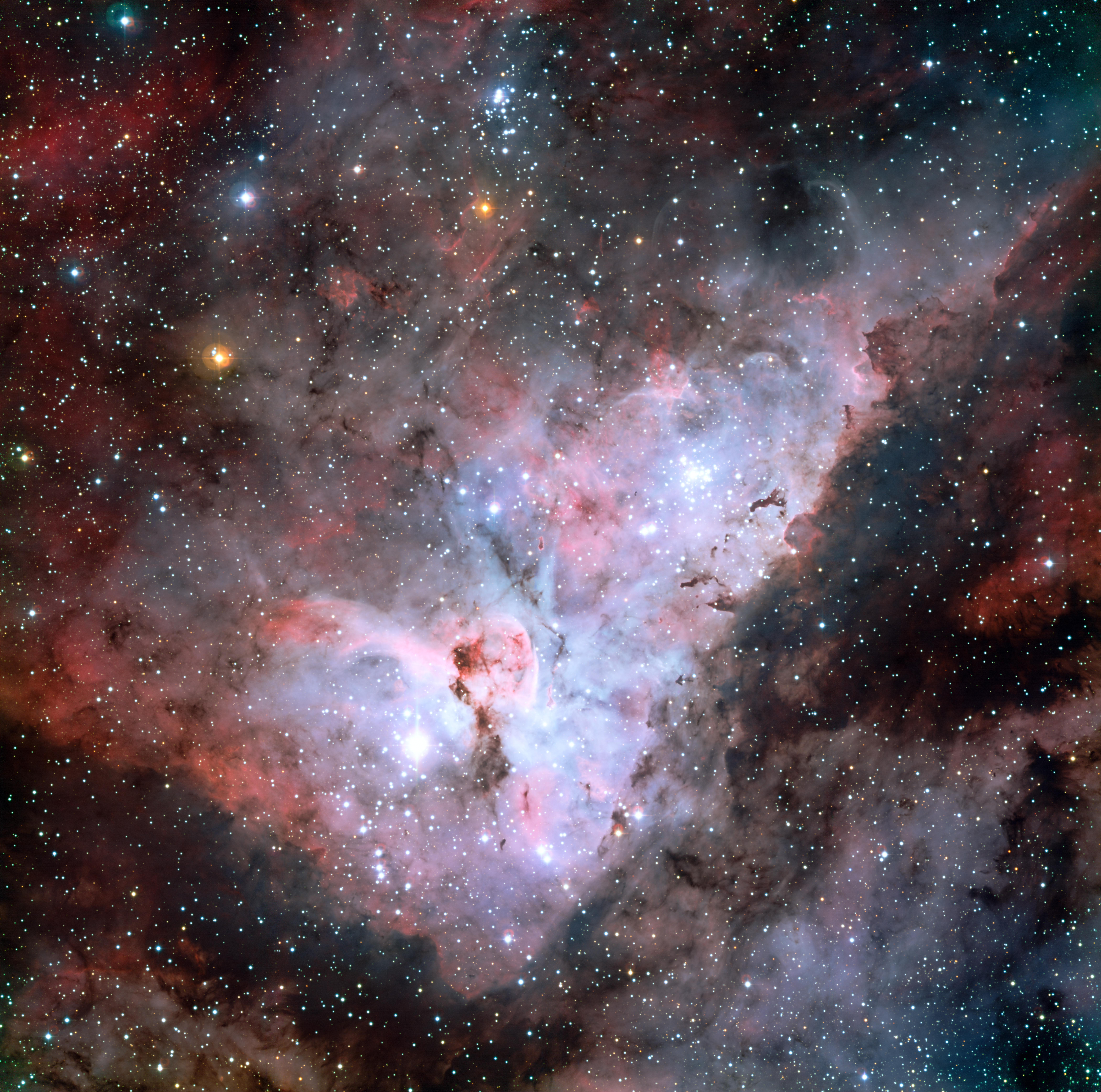
HD 93250 är den ljusa stjärnan strax ovanför och till vänster om mitten av denna bild av Carina-nebulosan, direkt ovanför Nyckelhålsnebulosan.

HD 93250 är den starkaste källan till röntgenstrålning i Carina-nebulosan. Man har länge misstänkt att detta beror på kolliderande vindar i ett närbeläget par varma, ljusstarka stjärnor, men undersökningar har misslyckats med att visa några signifikanta radiella hastighetsvariationer för att stödja detta.
År 2010 upplöste AMBER interferometri HD 93250 i två separata stjärnor. Ingen relativ rörelse eller radiella hastighetsvariationer kunde observeras så de två stjärnornas omlopp och egenskaper är fortfarande osäkra.(2020) Den beräknade separationen av stjärnorna är 1,5 mas, ungefär 3,5 astronomiska enheter. De två stjärnorna visar ingen mätbar färgskillnad och är sannolikt båda heta O-stjärnor med massor som ligger inom ±10 procent av varandra.